# Via Calzaiuoli

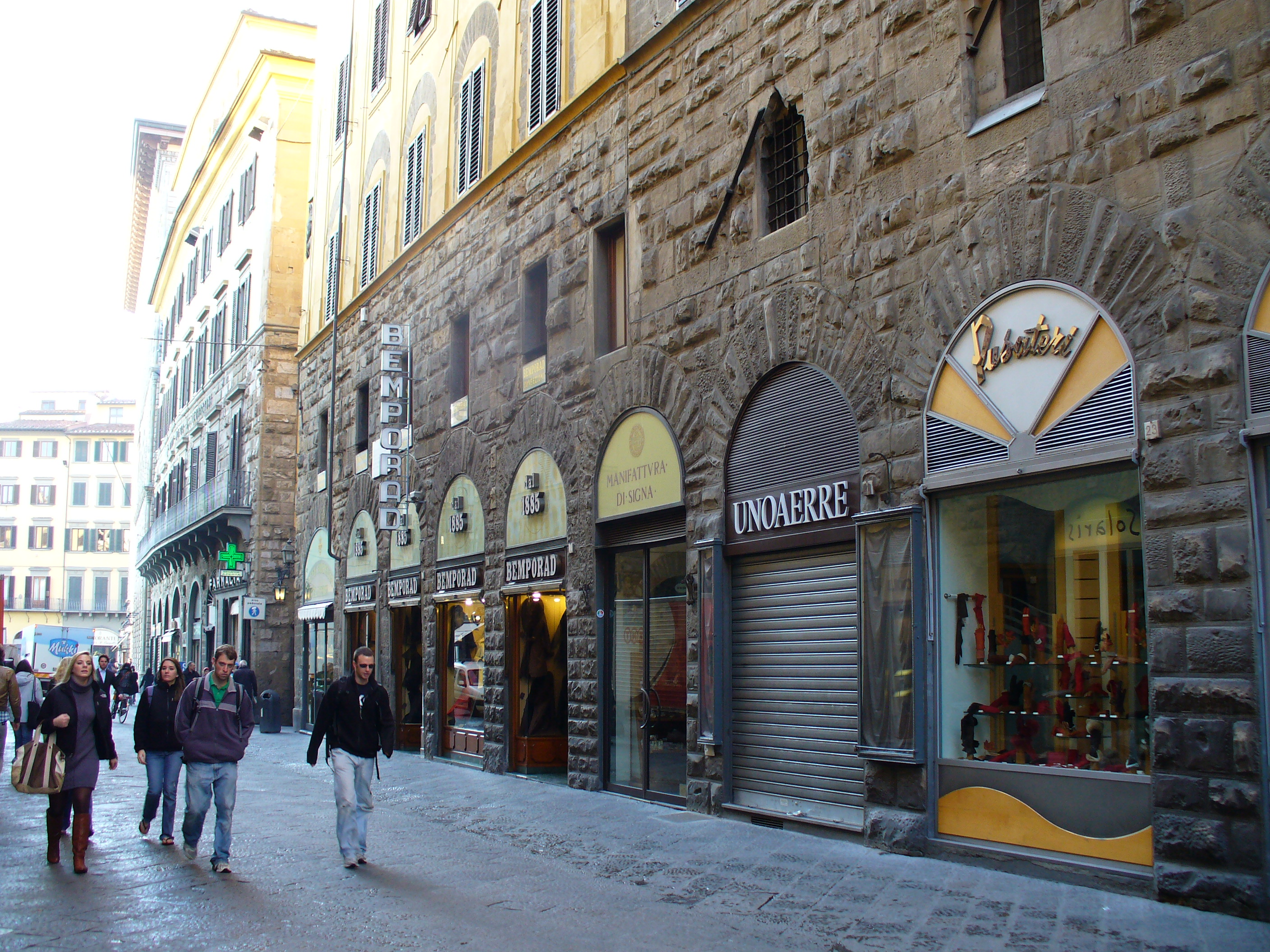
A via Calzaiuoli

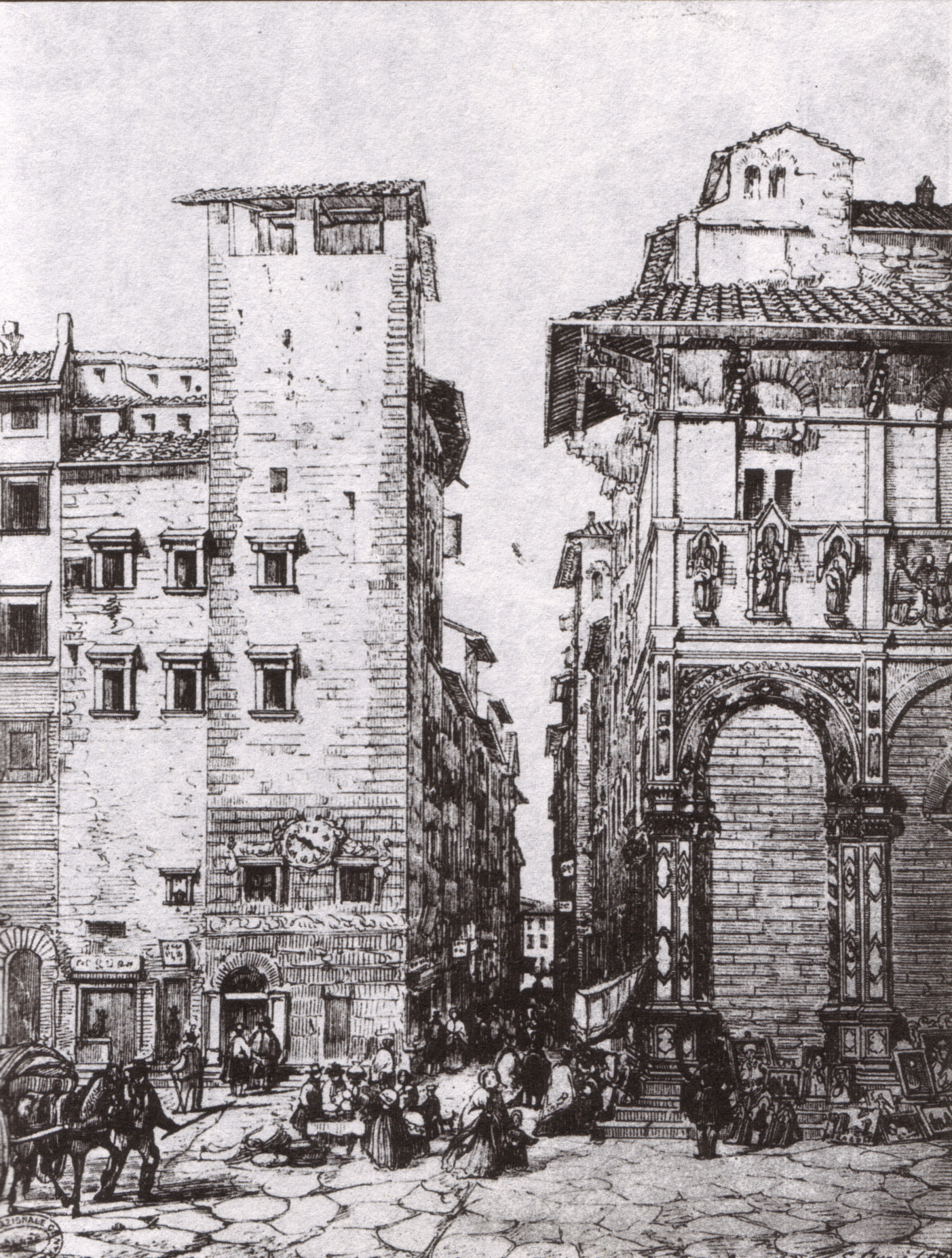
Az utca Dóm tér felőli vége 1842 előtt, jobbra a Loggia del Bigallo

A via Calzaiuoli (teljes nevén via dei Calzaiuoli, magyarul Cipészek utcája) Firenze történelmi központjának egyik utcája, mely a Dóm tértől a piazza della Signoriáig vezet. Az utca már a középkor óta a város egyik világi központja, jelenleg sétálóutca, elegáns üzletekkel. Hossza 400 méter.
A 19. században a már düledező középkori házainak egy részét lebontották, helyükre kevésbé művészi épületeket emeltek. Középkori hangulatára már csak a Dóm tér sarkán álló Loggia del Bigallo és az Orsanmichele-templom utal. Mivel a város két fő nevezetességét köti össze, a dómot és a piazza della Signoriát, ezért ez a város fő idegenforgalmi útvonala, az ezzel járó zsúfoltsággal.